# Franz d'Epinay
Franze d'Epinay è un personaggio dell'anime Il conte di Montecristo  di 'Mahiro Maeda. Franz è il migliore amico di Albert de Morcerf,  lo accompagna sin dalla prima puntata.

## Storia

### Passato
Il suo passato rimane sconosciuto per l'intera serie. Si sa che perse il padre quando era un bambino e durante il funerale conobbe Albert, diventando amici inseparabili.

### Presente
Lo ritroviamo sulla Luna a far compagnia al suo amico Albert. Quest'ultimo più di una volta deve la vita al barone d'Epinay: questi, infatti, non solo lo salva da un gruppo di briganti senza scrupoli nel secondo episodio, ma lo sostituisce anche nel duello finale con Il conte di Montecristo. Infatti nessuno era a conoscenza che nel robot da combattimento utilizzato nella sfida ci fosse lui e non Albert. Qui Dantès libera la sua furia massacrando il ragazzo convinto che in realtà fosse un altro. Prima di morire rivedrà un'ultima volta il suo caro amico.

## Carattere
Moderato, non si lascia mai ingannare dal conte, come invece succede per tutti i vari protagonisti dell'anime. Ha una forte amicizia con Eugénie de Danglars, da cui sembra essere anche attratto fisicamente, mentre per la sua vera fidanzata, Valentine de Villefort non mostra alcun interesse. La lascerà a chi la ama davvero, Maximilien Morrel. Il legame che univa i tre amici di infanzia ricorda molto il legame che intercorreva fra Fernand de Morcerf, Mercédès e il conte prima dell'inizio della storia